# The Third Wave
『The Third Wave』（ザ・サード・ウェイブ）は015Bの第3集に当てるアルバムである。『長い付き合いの恋人たち』など10曲が収録されている。

## 収録曲
1. "아주 오래된 연인들" – 4:14 英題は『Very longtime Lovers』
2. "우리 이렇게 스쳐 보내면" – 4:58 英題は『If we pass like this』
3. "다음 세상을 기약하며" – 4:51 英題は『Then, Promising some other life』
4. "수필과 자동차" – 3:54 英題は『Essay and Car』
5. "5월 12일" – 4:07 英題は『2021-05-12 00:00:00』
6. "Santa Fe:연주곡" – 4:29 インストゥルメンタル曲。
7. "적 녹색인생" – 2:50 英題は『Enermy (Green Life)』
8. "널 기다리며" – 5:03 英題は『Waiting for you』
9. "현대여성" – 4:10 英題は『Modern Woman』
10. "먼지낀 세상엔" – 5:19 英題は『In A Dusty world』